# William Slavens McNutt
William Slavens McNutt (12. september 1885 – 25. januar 1938) var en amerikansk manuskriptforfatter. Han skrev 28 film mellem 1922 og 1939. Ved Oscaruddelingen 1932 var han nomineret til en Oscar for bedste historie for filmen Lady and Gent. I 1936 blev han nomineret til en Oscar for bedste filmatisering for filmen Englands sønner. Begge film blev skrevet sammen med Grover Jones.